# هنري فلويد-جونز
هنري فلويد-جونز هو سياسي أمريكي، ولد في 3 يناير 1792، وتوفي في 20 ديسمبر 1862. نشط حزبياً في الحزب الديمقراطي. وقد انتخب عضو جمعية ولاية نيويورك ‏ وانتخب عضو مجلس ولاية نيويورك ‏.